# خوزه ویسنته دی فریتاس
خوزه ویسنته دی فریتاس (انگلیسی: José Vicente de Freitas؛ ۲۲ ژانویه ۱۸۶۹ – ۶ سپتامبر ۱۹۵۲) یک سیاست‌مدار اهل پرتغال بود.